# Inga Lunde
Inga Lunde   (Holmestrand, 21 de desembre de 1842 - 29 de juny de 1915) fou una cantant noruega. Va ser una cantant aficionada, però després es va convertir en professora de música, segons publicacions aparegudes el 1894.
Nascuda amb el nom d'Inga Agathe Backer filla de l'armador Niels Christensen Backer (1815 - 1877) i Sophie Smith-Petersen (1819 - 1882), que van tenir diversos fills famosos. Va ser germana de la compositora i pianista Agathe Backer-Grøndahl i de les pintores Harriet Backer i Margrethe Backer. Es va casar el 12 de setembre de 1870 amb el sacerdot mariner Carl Herman Lunde. Va anar amb el seu marit a Cardiff (1868-1873) i Le Havre (1873-1876), entre d'altres. El seu fill Johan Backer Lunde va néixer en aquest darrer lloc.
Consta que va actuar el 17 d'octubre de 1873: juntament amb la germana Agathe a Trondheim; a l'inici d'una gira de concerts per Noruega.